# كيكت (واد ملحة)
كيكت هي إحدى مشيخات المملكة المغربية، تتبع جغرافيا لإقليم شفشاون وإداريًا لواد ملحة. يقدر عدد سكانها بـ 5470 نسمة حسب الإحصاء الرسمي للسكان والسكنى لسنة 2004.